# Parvesh Cheena
Parvesh Singh Cheena (* 22. Juli 1979 in Elk Grove Village, Illinois) ist ein US-amerikanischer Schauspieler, Synchronsprecher und Filmproduzent.

## Leben
Cheena wurde am 22. Juli 1979 in Elk Grove Village als Sohn indischer Eltern geboren, wuchs allerdings in der Stadt Naperville auf. Er besuchte später die Waubonsie Valley High School. Er ist Absolvent des Chicago College of Performing Arts. Er studierte an der University of Illinois, die er 1998 verließ. Zudem besuchte er die Roosevelt University. Danach sammelte er erste schauspielerische Erfahrungen als Bühnendarsteller. Cheena lebt offen homosexuell. Er ist Mitglied der Partei Demokratische Sozialisten Amerikas.
Er debütierte 2002 als Filmschauspieler in Barbershop. 2004 wirkte er in der Fortsetzung Barbershop 2 in derselben Rolle mit. Von 2010 bis 2011 war er als Gupta in der Fernsehserie Outsourced zu sehen. Von 2016 bis 2019 stellte er die Rolle des Sunil Odhav in der Fernsehserie Crazy Ex-Girlfriend dar.
Cheena ist auch als Synchronsprecher tätig und lieh in 104 Episoden der Zeichentrickserie Transformers: Rescue Bots verschiedenen Charakteren seine Stimme. Seit 2012 tritt er als Filmproduzent, überwiegend für Kurzfilme in Erscheinung.

## Filmografie (Auswahl)

### Schauspieler
- 2002: Barbershop
- 2004: Barbershop 2 (Barbershop 2: Back in Business)
- 2004: Emergency Room – Die Notaufnahme (ER) (Fernsehserie, Episode 11x09)
- 2006: The West Wing – Im Zentrum der Macht (The West Wing) (Fernsehserie, Episode 7x20)
- 2007–2008: Ehe ist… (’Til Death) (Fernsehserie, 2 Episoden, verschiedene Rollen)
- 2008: Bei Anruf Liebe – The Other End Of The Line (The Other End Of The Line)
- 2010–2011: Outsourced (Fernsehserie, 22 Episoden)
- 2013–2014: Sean Saves the World (Fernsehserie, 7 Episoden)
- 2014–2015: A to Z (Fernsehserie, 13 Episoden)
- 2015: Hollywood Adventures
- 2015–2018: Die Goldbergs (The Goldbergs) (Fernsehserie, 3 Episoden)
- 2016: Superkids (Time Toys)
- 2016: Superstore (Fernsehserie, Episode 1x08)
- 2016–2019: Crazy Ex-Girlfriend (Fernsehserie, 8 Episoden)
- 2017: Fresh Off the Boat (Fernsehserie, Episode 3x21)
- seit 2019: T.O.T.S. – Tiny Ones Transport Service (Fernsehserie)
- 2023: Sometimes I Think About Dying

### Synchronsprecher
- 2011–2016: Transformers: Rescue Bots (Zeichentrickserie, 104 Episoden)
- 2017: Danger & Eggs (Zeichentrickserie, 3 Episoden)
- 2020: Willkommen im Haus der Eulen (The Owl House) (Zeichentrickserie, 2 Episoden)

### Produzent
- 2012: ...Or Die (Kurzfilm)
- 2012: Squad 85 (Fernsehserie, 6 Episoden)
- 2015: The Startup (Fernsehserie)
- 2015: Prisoner 42 (Kurzfilm)
- 2015: The HOA (Fernsehfilm)
- 2015: The First Session (Kurzfilm)
- 2016: Gerls (Kurzfilm)